# Elena González-Moñux
Elena González-Moñux Vázquez (1962) es una política española del Partido Popular (PP). Fue concejala del Ayuntamiento de Madrid y diputada en la Asamblea de Madrid.

## Biografía
Nacida el 26 de noviembre de 1962 en Madrid, se licenció en derecho en la Universidad Autónoma de Madrid (UAM). Trabajó como asesora legal en varias empresas antes de entrar en la política.
Candidata en la lista del Partido Popular (PP) para las elecciones a la Asamblea de Madrid de 1999, se convirtió en diputada del parlamento regional durante su quinta legislatura (1999-2003).

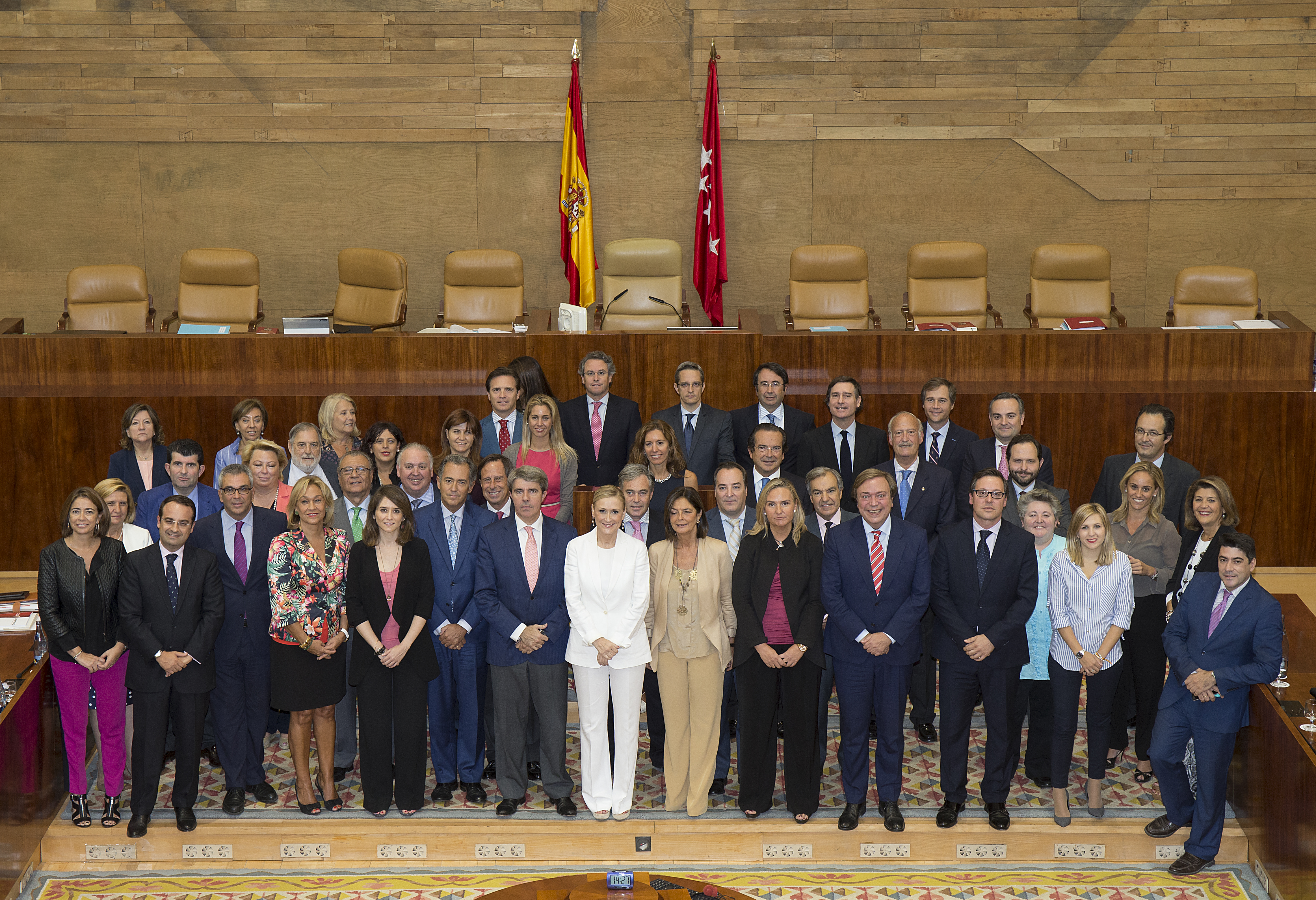
González-Moñux junto a miembros de su grupo parlamentario. Tanto González-Moñux como Ossorio están en la primera fila; González-Moñux la primera por la izquierda y Ossorio el sexto.

Tras las elecciones municipales de 2003 en Madrid, se convirtió en concejal del Ayuntamiento de la capital española, ejerciendo de concejala-presidenta del distrito de Retiro durante la corporación 2003-2007. Renovó su acta de concejala en las elecciones municipales de 2007 y 2011. Durante su segundo mandato ejerció como concejala presidenta del distrito de Fuencarral-El Pardo. Dio por acabó su tercer mandato de forma prematura, al ser nombrada en 2012 viceconsejera de Justicia y Administración Pública del de la Comunidad de Madrid, durante el gobierno presidido por Esperanza Aguirre.
Presidenta del PP de Fuencarral-El Pardo PP, retornó a la Asamblea de Madrid en 2015, tras resultar electa en las elecciones regionales.
En noviembre de 2016 Moñux-Vázquez archivó una denuncia acusando al portavoz de su grupo parlamentario, Enrique Ossorio, alegando haber sufrido un «un continuo trato humillante y vejatorio» por parte de este. La acusación de mobbing fue archivada en enero de 2017 por las autoridades judiciales en consideración de una «total inexistencia de indicios de infracción penal».
Formalizó su renuncia a su escaño en la Asamblea el 1 de septiembre de 2017. Desde noviembre de 2016, había estado en baja médica debido a una depresión, asistiendo en dicho período únicamente a dos sesiones plenarias: para votar contra las enmiendas al presupuesto y para otra votación el 22 de junio. Fue nombrada entonces por el gobierno regional nueva directora general de la Fundación de la Energía de la Comunidad de Madrid (Fenercom).